# W Krainie Gryfitów
W krainie Gryfitów là một tuyển tập các câu chuyện, truyền thuyết và truyện cổ tích có liên quan đến lịch sử của Pomerania Tây phương do Stanisław Świrko biên soạn và được minh họa bởi Wiesław Majchrzak. Nó được xuất bản lần đầu tiên vào năm 1976.
Mặc dù có đặc tính thương mại chủ yếu, W krainie Gryfitów là một cuốn sách hữu ích cho cả những người theo thuyết dân gian Ba Lan, làm cơ sở cho một nghiên cứu khoa học hơn về văn hóa dân gian ở phía tây Ba Lan, cũng như những nỗ lực tìm kiếm nguồi gốc Slavic của Pomerania Tây phương, do sự liên tục và kết nối lại của khu vực địa lý này từ các vùng đất của Ba Lan, kể từ khi liên minh đầu tiên của các bộ lạc Ba Lan thành một quốc gia Ba Lan dưới sự cai trị của Mieszko I của Ba Lan.
Tuyển tập chứa đầy những câu chuyện ngắn và thần thoại về các nhân vật khác nhau từ tín ngưỡng của mọi người, như các vị thần Slav, tiên chim, rusalkas, vodyanoys, bóng ma, ma cà rồng, strzygas và nhiều loại động vật khác nhau. Một số câu chuyện cũng là về việc biến con người thành động vật hoặc các vật vô tri.

## Nội dung[3]
Tuyển tập bắt đầu bằng Lời nói đầu được viết bởi Stanisław Świrko. Phần còn lại của cuốn sách bao gồm mười chương của các tác phẩm được sắp xếp theo chủ đề:
I. W WALCE O ZIEMIĘ OJCZYSTĄ (Chiến đấu vì Tổ quốc)
- Marzenna Rzeszowska - O zakopanym dzwonie i dzielnych rycerzach księcia Bogusława I
- Tymoteusz Karpowicz - O bartniku Cichu i walczącym niedźwiedziu
- Czesław Piskorski i Ryszarda Wilczyńska - O włóczniach Mohortowych rycerzy
- Marzenna Rzeszowska - O obrońcach Góry Zamkowej
- Stefan Deskur - Rak
- Marzenna Rzeszowska - O łołnierzach zamienionych w drzewa
- Marzenna Rzeszowska - O piących rycerzach znad Odry
- Czesław Piskorski - Jak rycerz Bartłomiej z Dębogóry wypędził Brandenburc: 05ów z Gardźca
- Stanisław Świrko - O słowiańskiej osadzie Parsęcko i Krzywym Marcinie

II. O WŁADCACH POMORZA ZACHODNIEGO (Của những người cai trị Pomerania phương Tây)
- Czeław Piskorski i Stanisław Świrko - Jak powstały Mieszkowice
- Czeław Piskorski - O elisławie i gnieździe gryfów
- Marzenna Rzeszowska - O księciu Barnimie II i pięknej onie rycerza Widanty
- Marceli Labon - O księżnie Zofii i Janie z Maszewa
- Marzenna Rzeszowska - O błaźnie Mikołaju
- Marzenna Rzeszowska - O Sydonii, Białej Damie szczecińskiego zamku
- Marzenna Rzeszowska - Ostatni z Rodu olbrzymów
- Marzenna Rzeszowska - O białym orle nad cmentarzem olbrzymów
- Marzenna Rzeszowska - Śmierć księcia
- Stanisław Świrko - Dąb Tr Dix Panów
- Tymoteusz Karpowicz - Świadectwo hańby

III. O DAWNYCH PANACH I PODDANYCH (Của các Vị cổ đại và các đối tượng của họ)
- Marzenna Rzeszowska - Noc sylwestrowa nad Słupią
- Czesław Piskorski - O rycerzach i okrutnym Feudale
- Władysław Łęga - Księżniczka bez serca
- Marzenna Rzeszowska - Widma
- Gracjan Bojar-Fijałkowski - Upiór w Suchej
- Stanisław Pawłowicz - O tr Dix dębach z Osowa
- Janina Buczyńska - Przeklęty zamek na Wzgórzu Wisielców
- Janina Buczyńska - O okrutnym władcy zbójeckiego zamku
- La Mã Zmorski - Dobry starosta

IV. O DAWNYCH BOGACH I BOŻKACH POGAŃSKICH TUDZIEŻ O KOŚCIOŁACH, KLASZTORACH I ZAKONNIKACH (Của các vị thần và thần tượng ngoại giáo cũ, hoặc những người khác của các nhà thờ, tu viện và tu sĩ)
- Władysław Łęga - Ofiara
- Władysław Łęga - Koń wróżbita
- Gracjan Bojar-Fijałkowski - Klęska Belbuka
- Bolesław Kibała - O pogańskich dziewicach nad Drawą
- Gracjan Bojar-Fijałkowski - Wróżba Swantewita
- Stefan Deskur - Boży Dar
- Monika Wiśniewska - Zjawy topielców koło Jęczydołu
- Stanisław Świrko - O mỡińskiej syrenie i zakonniku
- Janina Buczyńska - O swobnickim komturze i urodziwej córce wójtowej
- Stefan Deskur - Płomień
- Gracjan Bojar-Fijałkowski - Pzaczące
- Czesław Piskorski - O đáng tin cậy z Kniei Bukowej
- Gracjan Bojar-Fijałkowski - Opat Bruno z Kołbacza
- Gracjan Bojar-Fijałkowski - Jesiotry braciszka Urbana
- Stanisław Pawłowicz - O kościele Mariackim w Stargardzie
- Jerzy Buczyński - O słowiańskiej bogini mierci
- Ryszarda Wilczyńska - O dzwonach z goleniowskiej fary

V. O MORZU, JEZIORACH, RZEKACH I DZIELNYCH RYBAKACH (Của biển, hồ, sông và ngư dân dũng cảm)
- Władysław Łęga - Król głębin
- Marzenna Rzeszowska - O rusałce z Nowogardna
- Marzenna Rzeszowska - O regalickim wodniku
- Stanisław Rzeszowski - O pięciogłowym smoku
- Tymoteusz Karpowicz - O dąbskiej syrenie
- Tymoteusz Karpowicz - O rybaku tôi đáng tin cậy
- Jerzy Buczyński - Ôi Inie
- Gracjan Bojar-Fijałkowski - Diabeł powsinoga
- Marzenna Rzeszowska - O złośliwym đáng tin cậy tôi sprytnym rybaku
- Janina Sidorowicz - O rycerzu Warszu i Warszewskim Jeziorze
- Stanisław Świrko - Syrena z Trzęsacza

VI. O MIŁOŚCI RYCERSKIEJ I WIEŚNIACZEJ (Của tình yêu của hiệp sĩ và tình yêu nông dân)
- Gracjan Bojar-Fijałkowski - Pieśń więtobora
- Gracjan Bojar-Fijałkowski - O zaczarowanej księżniczce Sygrydzie
- Tymoteusz Karpowicz - Siedem wierzb
- Gracjan Bojar-Fijałkowski - O dwóch braciach rycerzach i ich niesławnej mierci
- Stefan Deskur - Bliźniaki
- Janina Buczyńska - O kupcównie Małgosi i szadzkim kasztelanie
- Marzenna Rzeszowska - O kochankach z Trzęsacza
- Marzenna Rzeszowska - O niezgodnych rycerzach
- Stanisław Świrko - O szewczyku i pięknej starościance

VII. O GRODACH POMORSKICH I ICH MIESZKAŃCACH (Của các vị lãnh chúa Pomerania và cư dân của họ)
- Stanisław Świrko - O zatopionej Winecie
- Jerzy Buczyński - Ślepy rumak z Winety
- Marzenna Rzeszowska - O zdrajcy burmistrzu i pasterce Anusi
- Marzenna Rzeszowska - Tajemnica herbu Goleniowa
- Czeław Piskorski - Wieniec Zgody
- Gracjan Bojar-Fijałkowski - Zaraza w Połczynie
- Stanisław Świrko - Kłopoty mieszkańców Sianowa
- Jerzy Buczyński i Stanisław Świrko - Skąd pochodzi nazwa miasta Kamień
- Jerzy Buczyński - O Morzu Czerwonymous w Stargardzie
- Jerzy Buczyński - Baszta Kaszana w Trzebiatowie
- Stanisław Świrko - Skarby zamku drahimskiego
- Stanisław Świrko - Ambona w Radaczu
- Marceli Labon - O widmie na Grodźcu

VIII. O ZBÓJCACH I PirATACH (Của bọn cướp và cướp biển)
- Gracjan Bojar-Fijałkowski - O zbójcach z Góry Chełmskiej i mosiężnym rogu
- Monika Wiśniewska - O głazie Kołyską zwanym
- Stanisław Deskur - Rozbójnik
- Gracjan Bojar-Fijałkowski - Strachy nad jeziorem Glicko
- Tymoteusz Karpowicz - Czarny Lewiatan
- Władysław Łęga - Okręt widmo
- Tymoteusz Karpowicz - Siedmiu łebian w niebie
- Stanisław Świrko - O urodziwej Stence * korsarce wolińskiej

IX. O ZACZAROWANYCH SKARBACH, SZCZĘŚCIU I LUDZKIEJ CHCIWOŚCI (Của những người giàu có, hạnh phúc và lòng tham của con người)
- Gracjan Bojar-Fijałkowski - O ubogim gospodarzu i bursztynowych skarbach
- Janina Buczyńska - Ubogi bednarz z Kołbacza, który osadę Sowno założył
- Gracjan Bojar-Fijałkowski - Kamień szczęścia
- Gracjan Bojar-Fijałkowski - Skarby podziemnego zamku
- Stanisław Rzeszowski - Skarb rycerza o sześciu palcach
- Stanisław Rzeszowski - O skamieniałym chciwcu z Karska
- Marzenna Rzeszowska - O strażnikach skarbu i pracowitym szewczyku
- Władysław Łęga - Dzwon
- Tymoteusz Karpowicz - Złote Jezioro
- Tymoteusz Karpowicz - Ślepiec z Łeknicy
- Stanisław Świrko - Szczęście na moście
- Marzenna Rzeszowska - O skarbie i szubienicy na Serbskiej Górze

X. BAŚNIE O KARZEŁKACH, DIABŁACH, CZAROWNICACH I STRACHACH (Những câu chuyện cổ tích về người lùn, quỷ dữ, phù thủy và những thứ va chạm trong đêm)
- Gracjan Bojar-Fijałkowski - O dobrych karzełkach znad brzegów Jamna
- Władysław Łęga - Niezwykłe
- Gracjan Bojar-Fijałkowski - O dwóch białych gołąbkach
- Gracjan Bojar-Fijałkowski - Lestek na królewskim lùn
- Gracjan Bojar-Fijałkowski - Tajemnica czarnej wody
- Gracjan Bojar-Fijałkowski - Nocna przygoda drwala Marcina
- Gracjan Bojar-Fijałkowski - Śpiewający przetak
- Gracjan Bojar-Fijałkowski - O dwóch siostrach gęsiareczkach
- Gracjan Bojar-Fijałkowski - Odmieniec
- Gracjan Bojar-Fijałkowski - Pas wilkołaka
- Gracjan Bojar-Fijałkowski - Kamienna chatka
- Gracjan Bojar-Fijałkowski - Jak rycerz Bonin diabłu duszę zaprzedał
- Stefan Deskur - Sześć sióstr
- Gracjan Bojar-Fijałkowski - Człowiek w kamień zaklęty
- Gracjan Bojar-Fijałkowski - Olbrzym, diabeł i przemyślny karzełek
- Gracjan Bojar-Fijałkowski - O złych wróżkach i cudownym źródełku
- Monika Wiśniewska - Sabat Sa hoàng na górze Słup
- Władysław Łęga - O zamku w Sławnie
- Gracjan Bojar-Fijałkowski - Fałszywa kartka
- Gracjan Bojar-Fijałkowski - Księga tajemnej wiedzy
- Stanisław Rzeszowski - O błędnym ogniku

W krainie Gryfitów kết thúc với Từ điển các từ Ba Lan cũ, phương ngữ Ba Lan, và các từ và Nguồn nước ngoài. Mục lục, được tìm thấy ở phần cuối của cuốn sách, có tên Spis Rzeczy, được dịch gần như là Danh sách những thứ khác.